# Flournoy (Californie)
Pour les articles homonymes, voir Flournoy.
Flournoy est une census-designated place du comté de Tehama, dans l'État de Californie, aux États-Unis,. En 2020, elle compte une population de 117 habitants.